# Brits Formule 3-kampioenschap
Het Britse Formule 3-kampioenschap is een van de vooraanstaandste voormalige Formule 3-kampioenschappen van Europa. Het was een autoracecompetitie in het Verenigd Koninkrijk. Omdat de meeste Formule 1-teams hun fabriek hebben gevestigd in het Verenigd Koninkrijk, was het een belangrijke klasse voor beginnende coureurs.
Voor de jaren tachtig waren er in het Verenigd Koninkrijk verschillende kampioenschappen die zich de British F3 noemden.
In 2014 werd het laatste seizoen van het kampioenschap gehouden. In 2016 kwam er echter een nieuw officieel Brits Formule 3-kampioenschap, dat is ontstaan uit het BRDC Formule 4-kampioenschap, een van de twee Formule 4-kampioenschappen van het land. In 2021 werd deze klasse hernoemd tot het GB3 Championship.

## De auto
Alle auto's zijn gelijkwaardig. Er zijn twee verschillende motorenleveranciers: Mercedes-Benz en Mugen Honda. De motor heeft een vermogen van 210 pk. De auto kan snelheden halen boven de 250 km/h. Hij gaat van 0-100 km/u in 3,0 seconden. Er zijn verschillende chassis-fabrikanten in de Britse F3: Dallara, Lola Dome en Mygale. De auto is gemaakt van met glasvezel versterkte kunststof en weegt maar 550 kg, inclusief coureur. Alle auto's rijden op Avon-banden.

## Kampioenen
| Seizoen | Coureur            | Auto                 | Kampioenschap                                |
| ------- | ------------------ | -------------------- | -------------------------------------------- |
| 1964    | Jackie Stewart     | Cooper-Austin        | BARC                                         |
| 1964    | Rodney Banting     | Lotus-Austin         | BRSCC                                        |
| 1965    | Roy Pike           | Brabham-Ford         | BARC                                         |
| 1965    | Tony Dean          | Brabham-Ford         | BRSCC                                        |
| 1966    | Harry Stiller      | Brabham-Ford         | Les Leston                                   |
| 1967    | Harry Stiller      | Brabham-Ford         | Les Leston                                   |
| 1968    | Tim Schenken       | Chevron-Ford         | Lombank                                      |
| 1969    | Emerson Fittipaldi | Team Lotus-Ford      | Lombank                                      |
| 1970    | Tony Trimmer       | Brabham-Ford         | Motor Sport-Shell                            |
| 1970    | Dave Walker        | Lotus-Ford           | Lombank                                      |
| 1970    | Carlos Pace        | Lotus-Ford           | Forward Trust                                |
| 1971    | Dave Walker        | Lotus-Ford           | Shell Grovewood                              |
| 1971    | Roger Williamson   | March-Ford           | Lombard                                      |
| 1971    | Dave Walker        | Lotus-Ford           | Forward Trust                                |
| 1972    | Roger Williamson   | GRD-Ford             | Shell                                        |
| 1972    | Rikky von Opel     | Ensign-Ford          | Lombard                                      |
| 1972    | Roger Williamson   | GRD-Ford             | Forward Trust                                |
| 1973    | Tony Brise         | March-Ford           | John Player Special                          |
| 1973    | Tony Brise         | March-Ford           | Lombard                                      |
| 1973    | Ian Taylor         | March-Ford           | Forward Trust                                |
| 1974    | Brian Henton       | March-Ford           | Lombard                                      |
| 1974    | Brian Henton       | March-Ford           | Forward Trust                                |
| 1975    | Gunnar Nilsson     | March-Toyota         | BP                                           |
| 1976    | Rupert Keegan      | March-Toyota         | BP                                           |
| 1976    | Bruno Giacomelli   | March-Toyota         | Shell Sport                                  |
| 1977    | Derek Daly         | Chevron-Toyota       | BP                                           |
| 1977    | Stephen South      | March-Toyota         | Vandervell                                   |
| 1978    | Nelson Piquet sr.  | Ralt-Toyota          | BP                                           |
| 1978    | Derek Warwick      | Ralt-Toyota          | Vandervell                                   |
| 1979    | Chico Serra        | Ralt-Toyota          | Vandervell British F3                        |
| 1980    | Stefan Johansson   | March-Toyota         | Vandervell British F3                        |
| 1981    | Jonathan Palmer    | Ralt-Toyota          | Marlboro British F3                          |
| 1982    | Tommy Byrne        | Ralt-Toyota          | Marlboro British F3                          |
| 1983    | Ayrton Senna       | Ralt-Toyota          | Marlboro British F3                          |
| 1984    | Johnny Dumfries    | Ralt-Volkswagen      | Marlboro British F3                          |
| 1985    | Mauricio Gugelmin  | Ralt-Volkswagen      | Marlboro British F3                          |
| 1986    | Andy Wallace       | Reynard-Volkswagen   | Lucas British F3                             |
| 1987    | Johnny Herbert     | Reynard-Volkswagen   | Lucas British F3                             |
| 1988    | Jyrki Järvilehto   | Reynard-Toyota       | Lucas British F3                             |
| 1989    | David Brabham      | Ralt-Volkswagen      | Lucas British F3                             |
| 1990    | Mika Häkkinen      | Ralt-Honda           | British F3                                   |
| 1991    | Rubens Barrichello | Ralt-Honda           | British F3                                   |
| 1992    | Gil de Ferran      | Reynard-Honda        | British F3                                   |
| 1993    | Kelvin Burt        | Reynard-Honda        | British F3                                   |
| 1994    | Jan Magnussen      | Dallara-Honda        | British F3                                   |
| 1995    | Oliver Gavin       | Dallara-Vauxhall     | British F3                                   |
| 1996    | Ralph Firman       | Dallara-Honda        | British F3                                   |
| 1997    | Jonny Kane         | Dallara-Honda        | Autosport British F3                         |
| 1998    | Mario Haberfeld    | Dallara-Honda        | Autosport British F3                         |
| 1999    | Marc Hynes         | Dallara-Honda        | Autosport British F3                         |
| 2000    | Antonio Pizzonia   | Dallara-Honda        | Green Flag British F3                        |
| 2001    | Takuma Sato        | Dallara-Honda        | Green Flag British F3                        |
| 2002    | Robbie Kerr        | Dallara-Honda        | Green Flag British F3                        |
| 2003    | Alan van der Merwe | Dallara-Honda        | British F3                                   |
| 2004    | Nelson Piquet jr.  | Dallara-Honda        | Avon British F3                              |
| 2005    | Álvaro Parente     | Dallara-Honda        | Avon British F3                              |
| 2006    | Mike Conway        | Dallara-Mercedes     | Lloyds TSB Insurance British F3              |
| 2007    | Marko Asmer        | Dallara-AMG-Mercedes | Lloyds TSB Insurance British F3              |
| 2008    | Jaime Alguersuari  | Dallara-AMG-Mercedes | British F3 International                     |
| 2009    | Daniel Ricciardo   | Dallara-Volkswagen   | Cooper Tires British F3 International Series |
| 2010    | Jean-Éric Vergne   | Dallara-Volkswagen   | Cooper Tires British F3 International Series |
| 2011    | Felipe Nasr        | Dallara-Volkswagen   | Cooper Tires British F3 International Series |
| 2012    | Jack Harvey        | Dallara-Volkswagen   | Cooper Tires British F3 International Series |
| 2013    | Jordan King        | Dallara-Volkswagen   | Cooper Tires British F3 International Series |
| 2014    | Martin Cao         | Dallara-Mercedes HWA | Cooper Tires British F3 International Series |